# خادم الشعب
خادم الشعب (بالأوكرانية: Слуга народу) (بالروسية: Слуга народа) هو مسلسل تلفزيوني كوميدي أوكراني من بطولة وإنتاج فولوديمير زيلينسكي. يضم ثلاثة مواسم، وهو سلسلة حول السياسة الأوكرانية. في أوكرانيا وروسيا. بدأ الموسم الأول في نوفمبر 2015، والموسم الثاني في أكتوبر 2017، والموسم الثالث في مارس 2019.
بعد نجاح المسلسل، أصبح فولوديمير زيلينسكي أكثر انخراطًا في السياسة الفعلية لأوكرانيا؛ وفي 31 مارس 2018، سُجل حزب سياسي باسم المسلسل التلفزيوني لدى وزارة العدل. علاوة على ذلك، أنتُخب زيلينسكي، الذي لعب دور بطل المسلسل بصفته رئيسًا لأوكرانيا في 21 أبريل 2019 وفاز بأكثر من 70 بالمائة من تصويت الجولة الثانية.

## بث المسلسل
بُث المسلسل على قناة 1 + 1 ‏ في أوكرانيا. ونشر الاستوديو أيضًا جميع الحلقات مجانًا على موقع يوتيوب. كما أتاح البث المباشر وتحميل الحلقات على نتفليكس في بعض البلدان.
كما بدأت القناة التلفزيونية البيلاروسية بيلاروسيا 1 بث العرض في وقت الذروة المسائي يوم 11 نوفمبر 2019.
وبثت قناة تي إن تي الروسية الحلقة التجريبية فقط من الموسم الأول للمسلسل في 11 ديسمبر 2019، مدعية أنها فعلت ذلك «كخطوة تسويقية لزيادة الوعي بالمنصة». قطعت قناة تي إن تي مشهدًا من الحلقة التي سأل فيها الرئيس المنتخب هولوبورودكو عما إذا كان الرئيس الروسي فلاديمير بوتين يرتدي هوبلو، وهي نكتة معروفة مناهضة لبوتين في أوكرانيا.

## وصلات خارجية
- خادم الشعب على موقع IMDb (الإنجليزية)
- خادم الشعب على موقع ميتاكريتيك (الإنجليزية)
- خادم الشعب على موقع روتن توميتوز (الإنجليزية)
- خادم الشعب على موقع نتفليكس (الإنجليزية)
- خادم الشعب على موقع فيلمافينيتي (الإسبانية)
- خادم الشعب على موقع كينوبويسك (الروسية)
- خادم الشعب على موقع قاعدة بيانات الفيلم (الإنجليزية)